# Hawaiiand
Hawaiiand (latin: Anas wyvilliana) er en svømmeand, der lever på Hawaii.